# ハイパーダイヤモンド
ハイパーダイヤモンドまたはダイヤモンド・ナノロッド凝集体（ダイヤモンド・ナノロッドぎょうしゅうたい、英語: Aggregated diamond nanorod、略称:ADNR）とは、フラーレンを原料として製造された物質。破壊靱性および、磨耗抵抗は市販の多結晶質ダイヤモンドよりも3倍程度大きい。関連物質としてCNTを用いた超硬度ナノチューブがある。どちらもナノダイヤモンドに分類される。

## 性質
原子間力顕微鏡を用いて測定されたハイパーダイヤモンドの硬さは290 (±30) から310 (±40) ギガパスカルで、同測定法を用いたダイヤモンド（IIa型 111面 137-167ギガパスカル）や立方晶窒化ホウ素（60ギガパスカル）よりも非常に硬い。ESRFによるビッカース硬度マイクロ測定において、ADNRは最も硬い天然ダイヤモンド（type IIa 111面）に傷を付ける事ができた。密度はダイヤモンドよりも0.2 - 0.4%大きいとされる。
ハイパーダイヤモンドの圧縮率は491ギガパスカルでダイヤモンドの442ギガパスカルよりも高い。結晶構造の距離は5-20ナノメートル、長さは1マイクロメートルとされる。

## 作製法
フラーレン粉末、または固体を原料とする。研究によるとダイヤモンドアンビルセルを用いて37ギガパスカル程度まで常温圧縮する事により18ギガパスカル以上から硬度相に変化し始める。
また、高温（300-2500ケルビン）高圧（2-20ギガパスカル）下においても生成される。